# حكومة محمد البشير
حكومة تصريف الأعمال السورية المؤقتة أو حكومة محمد البشير هي حكومة شكَّلتها فصائل المعارضة السورية بعد يومين من الإطاحة بنظام بشار الأسد، لإدارة سوريا لفترة مؤقتة، وذلك بعدما عقدت اجتماعاً في دمشق، وقد تسلَّمت مقاليد الحكم في يوم الثلاثاء 10 ديسمبر 2024، وكُلِّف محمد البشير برئاستها، وحددت مدتها بثلاثة أشهر، وهي أول حكومة منذ سقوط حكومة بشار الأسد.

## التشكيل
صرح أحمد الشرع، القائد العام لإدارة العمليات العسكرية للمعارضة السورية، على تيليجرام أن المؤسسات العامة السورية لن تستولي عليها القوات على الفور، وبدلاً من ذلك ستخضع مؤقتًا لرئيس الوزراء محمد غازي الجلالي حتى اكتمال الانتقال السياسي الكامل. أعلن الجلالي في مقطع فيديو على وسائل التواصل الاجتماعي أنه يخطط للبقاء في دمشق والتعاون مع الشعب السوري، بينما أعرب عن أمله في أن تصبح سوريا «دولة طبيعية» وتبدأ في الانخراط في الدبلوماسية مع الدول الأخرى. كما أعرب الجلالي عن استعداده «لمد يده» للمعارضة.
قال هادي البحرة، رئيس الائتلاف الوطني لقوى الثورة والمعارضة السورية، إن هناك حاجة إلى فترة انتقالية مدتها 18 شهرً لإنشاء «بيئة آمنة ومحايدة وهادئة» لإجراء انتخابات حرة. تشمل هذه الفترة ستة أشهر لصياغة دستور جديد. وفقًا للبحرة، يجب أن يكون هذا الانتقال متوافقًا مع قرار مجلس الأمن التابع للأمم المتحدة رقم 2254. كما صرح بأن رفع العقوبات عن سوريا سيكون أول مطالب المعارضة بعد تسلمها مقاليد الحكم في البلاد.

## التشكيل الوزاري
تألفت حكومة محمد البشير من الوزراء:
| المنصب                           | الصورة | شاغل المنصب           | الحزب            | الحزب                                                | في المنصب من         | في المنصب حتى        | ملاحظات                                 |
| -------------------------------- | ------ | --------------------- | ---------------- | ---------------------------------------------------- | -------------------- | -------------------- | --------------------------------------- |
| رئيس مجلس الوزراء                |        | محمد البشير           | هيئة تحرير الشام |                                                      | 10 كانون الأول 2024  | 29 اذار 2025         | [ 7 ] [ 8 ]                             |
| الدفاع                           |        | مرهف أبو قصرة         | هيئة تحرير الشام |                                                      | 21 كانون الأول 2024  | في المنصب            | [ 9 ] [ 8 ]                             |
| الخارجية والمغتربين              |        | أسعد حسن الشيباني     | هيئة تحرير الشام |                                                      | 21 كانون الأول 2024  | في المنصب            | [ 10 ] [ 8 ]                            |
| الداخلية                         |        | محمد عبد الرحمن       | هيئة تحرير الشام |                                                      | 10 كانون الأول 2024  | 19 كانون الثاني 2024 | [ 4 ] [ 11 ] [ 12 ] [ 13 ]              |
| الداخلية                         |        | علي عبد الرحمن كده    | هيئة تحرير الشام |                                                      | 19 كانون الثاني 2024 | 29 اذار 2025         | [ 13 ]                                  |
| الأوقاف                          |        | حسام حاج حسين         | هيئة تحرير الشام |                                                      | 10 كانون الأول 2024  | 29 اذار 2025         | [ 11 ] [ 14 ] [ 15 ]                    |
| الإدارة المحلية والخدمات         |        | محمد مسلم             | هيئة تحرير الشام |                                                      | 10 كانون الأول 2024  | 29 اذار 2025         | [ 4 ] [ 11 ] [ 15 ] [ 16 ] [ 17 ]       |
| الشؤون الاجتماعية والعمل         |        | فادي القاسم           | هيئة تحرير الشام |                                                      | 10 كانون الأول 2024  | 29 اذار 2025         | [ 4 ] [ 11 ] [ 15 ] [ 16 ] [ 18 ]       |
| الاقتصاد والتجارة الخارجية       |        | باسل عبد العزيز       | هيئة تحرير الشام |                                                      | 10 كانون الأول 2024  | 29 اذار 2025         | [ 4 ] [ 11 ] [ 15 ] [ 16 ]              |
| الصناعة                          |        | باسل عبد العزيز       | هيئة تحرير الشام | [ 4 ] [ 11 ] [ 15 ] [ 16 ] [ تنويه 2 ] [ 19 ] [ 20 ] | 10 كانون الأول 2024  | 29 اذار 2025         |                                         |
| الإعلام                          |        | محمد يعقوب العمر      | هيئة تحرير الشام |                                                      | 10 كانون الأول 2024  | 29 اذار 2025         | [ 4 ] [ 11 ] [ 15 ] [ 16 ]              |
| التعليم العالي والبحث العلمي     |        | عبد المنعم عبد الحافظ | هيئة تحرير الشام |                                                      | 10 كانون الأول 2024  | 29 اذار 2025         | [ 4 ] [ 11 ] [ 15 ] [ 16 ] [ 21 ]       |
| الأشغال العامة والإسكان          |        | مصطفى عبد الرزاق      |                  |                                                      | 12 كانون الثاني 2024 | 29 اذار 2025         | [ 22 ] [ 23 ] [ تنويه 3 ]               |
| الاتصالات وتقانة المعلومات       |        | حسين المصري           | مستقل            |                                                      | 12 كانون الأول 2024  | 29 اذار 2025         | [ 24 ] [ تنويه 4 ]                      |
| التجارة الداخلية وحماية المستهلك |        | ماهر خليل الحسن       | مستقل            |                                                      | 19 كانون الأول 2024  | 29 اذار 2025         | [ 25 ] [ تنويه 5 ]                      |
| التربية والتعليم                 |        | نذير القادري          | هيئة تحرير الشام |                                                      | 10 كانون الأول 2024  | 29 اذار 2025         | [ 4 ] [ 11 ] [ 15 ] [ 16 ]              |
| العدل                            |        | شادي الويسي           | هيئة تحرير الشام |                                                      | 10 كانون الأول 2024  | 29 اذار 2025         | [ 4 ] [ 11 ] [ 15 ] [ 16 ]              |
| الموارد المائية                  |        | أسامة أبو زيد         | مستقل            |                                                      | 19 كانون الأول 2024  | 29 اذار 2025         | [ 26 ] [ تنويه 6 ]                      |
| المالية                          |        | محمد أبازيد           | مستقل            |                                                      | 31 كانون الأول 2024  | 29 اذار 2025         | [ 27 ] [ تنويه 7 ] [ 28 ] [ تنويه 8 ]   |
| النقل                            |        | بهاء الدين شرم        | مستقل            |                                                      | 12 كانون الأول 2024  | 29 اذار 2025         | [ 29 ] [ تنويه 9 ] [ 30 ] [ تنويه 10 ]  |
| النفط والثروة المعدنية           |        | غياث دياب             | هيئة تحرير الشام |                                                      | 30 كانون الأول 2024  | 29 اذار 2025         | [ 31 ] [ 32 ] [ 33 ] [ تنويه 11 ]       |
| الصحة                            |        | مازن دخان             | هيئة تحرير الشام |                                                      | 10 كانون الأول 2024  | 16 كانون الأول 2024  | [ 4 ] [ 11 ] [ 16 ]                     |
| الصحة                            |        | ماهر الشرع            | هيئة تحرير الشام |                                                      | 16 كانون الأول 2024  | 29 اذار 2025         | [ 15 ] [ 34 ] [ 35 ] [ 36 ]             |
| الزراعة والإصلاح الزراعي         |        | محمد طه الأحمد        | هيئة تحرير الشام |                                                      | 10 كانون الأول 2024  | 29 اذار 2025         | [ 4 ] [ 11 ] [ 15 ] [ 16 ]              |
| الكهرباء                         |        | عمر شقروق             | هيئة تحرير الشام |                                                      | 10 كانون الأول 2024  | 29 اذار 2025         | [ 37 ] [ تنويه 12 ] [ 38 ] [ تنويه 13 ] |
| التنمية الإدارية                 |        |                       |                  |                                                      |                      |                      | [ تنويه 14 ] [ 4 ] [ 11 ] [ 15 ] [ 16 ] |
| الثقافة                          |        |                       |                  |                                                      |                      |                      |                                         |
| السياحة                          |        |                       |                  |                                                      |                      |                      |                                         |